# Domingo Francisco Sánchez
Domingo Francisco Sánchez Corvalán ( Asunción, Virreinato del Río de la Plata, Imperio Español; 20 de marzo de 1795-Cerro Corá, Paraguay; 1 de marzo de 1870) fue un político paraguayo que ejerció el cargo de vicepresidente de Paraguay en el inicio de la guerra de la Triple Alianza (1865-1870) durante la presidencia de Francisco Solano López.

## Infancia y juventud
Domingo Francisco Sánchez Corvalán nació el 20 de marzo de 1795 en Asunción, Paraguay. Hijo del español Manuel Sánchez, natural de León, España y de María Josefa Corvalán, esta, descendiente de conquistadores, emparentada con los Valdovinos, con los Pereira de Ypané, con los Urbieta y con el Presbítero Corvalán de reconocida actuación en el Congreso de 1811.
Su preparación escolar estuvo acorde con el tiempo en que solo se enseñaba a leer, escribir y sumar. Durante muy poco tiempo siguió sus estudios en el Colegio de San Carlos.
La historiadora Olinda Massare de Kostianovsky dice que Domingo era "estudioso y no había libros de la época que no pasasen por sus manos". Fue un hombre autodidacta, de maneras cultas y prestigio bien cimentado, porque desde su juventud se distinguió por su clara inteligencia y su interés por la lectura. Por su parte, el doctor Efraím Cardozo, político e investigador, afirma que era un "hombre culto y fino, un tanto endeble en su carácter y de poco vuelo intelectual". Su lealtad era insospechable. Sirvió a los López como amigo y consejero.
Domingo fue un hombre importante en la vida nacional, el único que actuó bajo los gobiernos del doctor Francia, Carlos Antonio López y Francisco Solano López.
Juan Crisóstomo Centurión, su contemporáneo, lo describe como "de temple generoso y que nunca abusó en lo más mínimo de su posición".
Sirvió al país desde muy joven repasando en el transcurso de su prolongada vida pública todos los puestos de la administración civil y judicial hasta llegar al cargo de :icepresidente, por cierto en circunstancias bien difíciles y críticas.

## Trayectoria

### Cargos que ocupó

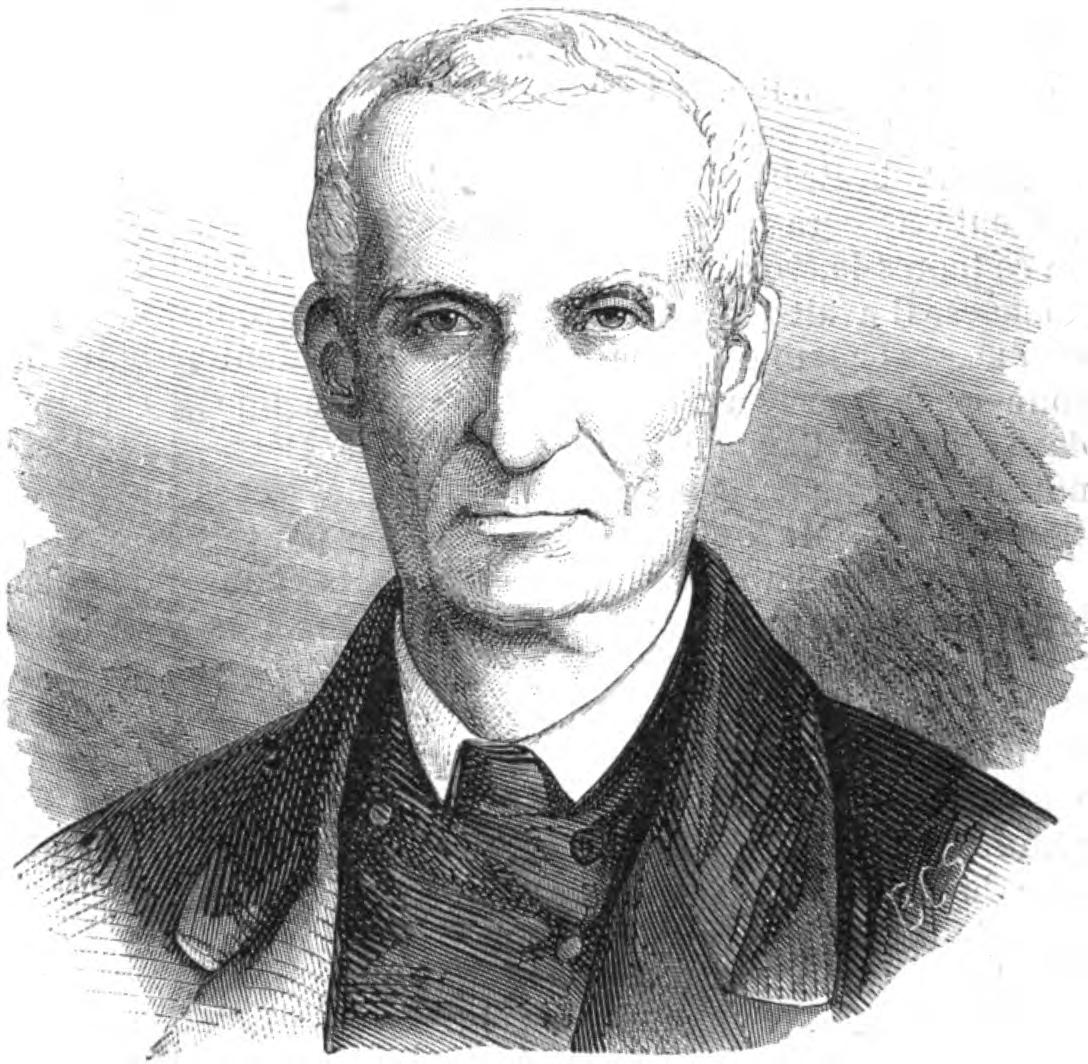
Domingo Francisco Sánchez.

Se desempeñó como secretario de la Junta Administrativa. Durante el gobierno del dictador Francia, fue escribiente del conocido Fiel de Fechos Policarpo Patiño. A la muerte de Francia, Sánchez fue nombrado secretario privado del juez ordinario José Manuel Ortiz, miembro de la junta de militares que se adueñó momentáneamente del poder.
En 1841, fue secretario del Congreso del 12 de marzo, en el que se constituyó el segundo Consulado, compuesto por Carlos Antonio López y Mariano Roque Alonso, encargado de defender el orden, la independencia y la soberanía nacional.
Los cónsules dispusieron la divulgación de un Mensaje (17 de septiembre de 1841) con el objeto de corregir la corrupción y los malos hábitos de los sacerdotes que se habían dado a la indisciplina y relajación de las costumbres. Recomendaba la abstención de la sensualidad, lascivia y desórdenes, contrarios al estado sacerdotal. El referido bando estaba refrendado por el secretario Domingo Francisco Sánchez.
En el Congreso del 25 de noviembre de 1842, que ratificó la independencia, y reglamentó la bandera, el escudo y el sello nacional, Sánchez fue designado como secretario del mismo.
El Congreso del 14 de marzo de 1844, en el que Carlos Antonio López fue proclamado como presidente de la República por un período de diez años, sancionó la “Ley de la Administración Política de la República del Paraguay”, carta fundamental que reglaba el funcionamiento del Estado y todas sus dependencias.
Domingo F. Sánchez desempeñó en este período organizativo la tarea de secretario de Gobierno hasta 1855.
En 1856 y hasta abril de 1860, figuraba aún como escribano de Gobierno y Hacienda y su firma aparecía en todos los decretos oficiales inmediata a la del presidente López. En junio de 1860, fue sustituido en el cargo por Carlos Riveros.
El 28 de julio de 1860, Carlos Antonio López otorgó poderes a Sánchez, por entonces, ministro de Relaciones Exteriores, para firmar un Tratado de paz y amistad con el plenipotenciario de Prusia que visitaba Asunción.
En abril de 1862, firmó un convenio con la Embajada de Gran Bretaña en Buenos Aires, restableciendo las relaciones suspendidas por el caso Santiago Canstatt, y el 2 de agosto siguiente lo hizo con el representante de S.M. en emperador de Francia, ratificando los deseos de paz y concordia del gobierno paraguayo.

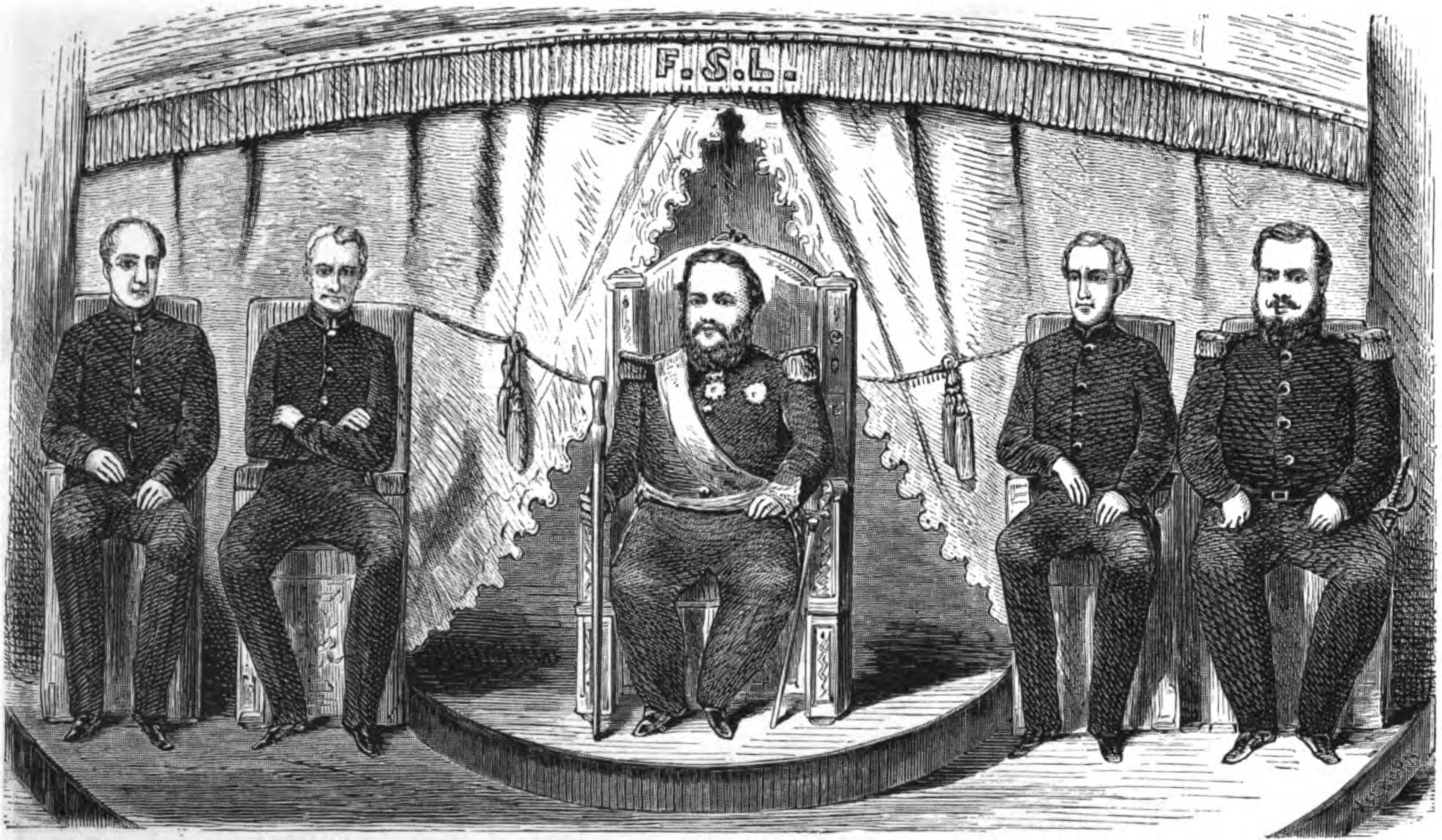
El Trono: López y su Gabinete (desde la izquierda a la derecha: González, Sánchez, López, Bergés y Venancio López).

Carlos Antonio López falleció el 10 de septiembre de 1862 y heredó la presidencia el general Francisco Solano López, quien dispuso que el ministro Sánchez conservara la cartera de Relaciones Exteriores. 
Por ley del presidente Solano López, confirma a los secretarios de su gabinete, decretó, entre a otros nuevos ministros del estado a Sánchez como ministro en el Departamento de Gobierno y presidente del Consejo de Ministros el 29 de octubre de 1862. El canciller Sánchez continuó celebrando convenios con los gobiernos de Perú, Chile, y Ecuador durante el curso del año 1864.
Al año siguiente, en la sesión del día dieciocho del Congreso Extraordinario convocado en marzo por el presidente Francisco Solano López, se confirmó la creación de una Orden Nacional y se aprobó la declaración de guerra a Brasil y a Argentina. A los ocho días de abril se instituye oficialmente la Orden Nacional del Mérito, y el 9 de mayo, por los arduos trabajos y servicios que ha contribuido al país, es el primer ciudadano condecorado con el grado honorífico de Gran Oficial de la misma Orden Nacional.
Un testigo lo relata así: «Entre los comensales están el vicepresidente Domingo Francisco Sánchez, anciano enjuto de rostro rasurado y fino, pero erguido como una lanza para los setenta años que carga a cuestas...».

### Como vicepresidente

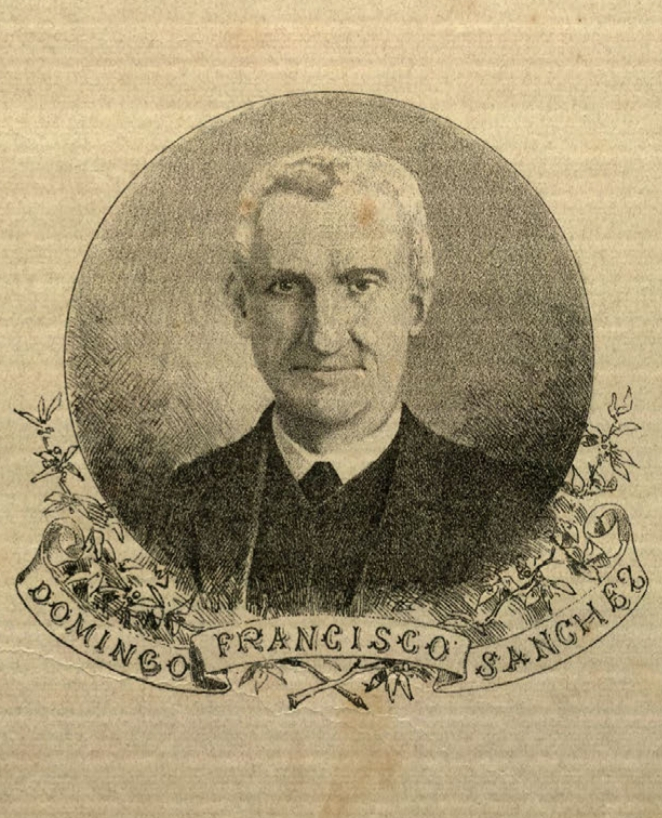
Domingo Francisco Sanchez (La Ilustración Paraguaya, 1888.

El 25 de mayo de 1865, obligado López a trasladarse al teatro de guerra, nombró por decreto al entonces ministro de Gobierno y presidente del Consejo de Ministros Domingo Francisco Sánchez como vicepresidente de la República. 
Ante la inminencia de la llegada a Asunción de las tropas aliadas, el vicepresidente resolvió declarar a la ciudad posición militar y ordenar la mudanza de la capital a Luque y posteriormente a Piribebuy, hasta donde fueron trasladados los archivos oficiales, el tesoro y una buena cantidad de oro y plata de las iglesias.

## Últimos años
Las acusaciones de conspiración contra López comprometieron al mismo Sánchez quien solicitó viajar hasta el campamento de San Fernando a dar explicaciones. El anciano Sánchez se hallaba por entonces con la salud muy deteriorada.
El vicepresidente Sánchez acompañó todo el largo peregrinar de las tropas paraguayas en su retirada hacia Cerro Corá. En el combate final del 1 de marzo de 1870 fue asesinado por las tropas brasileñas.
| Predecesor: Francisco Solano López | Vicepresidente de la República del Paraguay 1865-1870 | Sucesor: Cayo Miltos |